# Prapořiště
Prapořiště (deutsch Braunbusch, früher Braunpusch und Prambusch) ist ein Ortsteil der Stadt Kdyně in Tschechien. Er liegt einen Kilometer südwestlich von Kdyně.

## Geographie
Prapořiště befindet sich in der Neugedeiner Furche zwischen dem Böhmerwald und dem Oberpfälzer Wald. Das Dorf liegt linksseitig über dem Tal des Zahořanský potok oberhalb der Einmündung des Starecký potok. Südlich des Dorfes liegt der Neumarker Pass. Zehn Kilometer nordwestlich befindet sich die Stadt Domažlice und sechs Kilometer südlich bei Všeruby die Grenze zu Deutschland. Um Prapořiště führt in einer Schleife die Bahnstrecke Janovice nad Úhlavou–Domažlice, östlich des Dorfes liegt der Bahnhof Kdyně. Südlich erheben sich der Bezný (658 m) und die Čepice.
Nachbarorte sind Kdyně im Nordosten, Brnířov im Osten, Nová Ves im Süden, Brůdek im Südwesten, Starec im Westen sowie Kout na Šumavě im Nordwesten.

## Geschichte
Erstmals schriftlich wurde das Dorf im Jahre 1452 erwähnt. Ursprünglich ein deutschsprachiges Dorf, verbreitete sich im Ort die tschechische Sprache, da sich die nächste Schule in der mehrheitlich tschechischsprachigen Stadt Neugedein/Kdyně befand. 1890 bestand Braunbusch/Prapořiště aus 82 Häusern, in denen 306 Deutsche und 247 Tschechen lebten, im Jahre 2001 lebten hier 406 Einwohner in 146 Häusern.

## Sehenswürdigkeiten

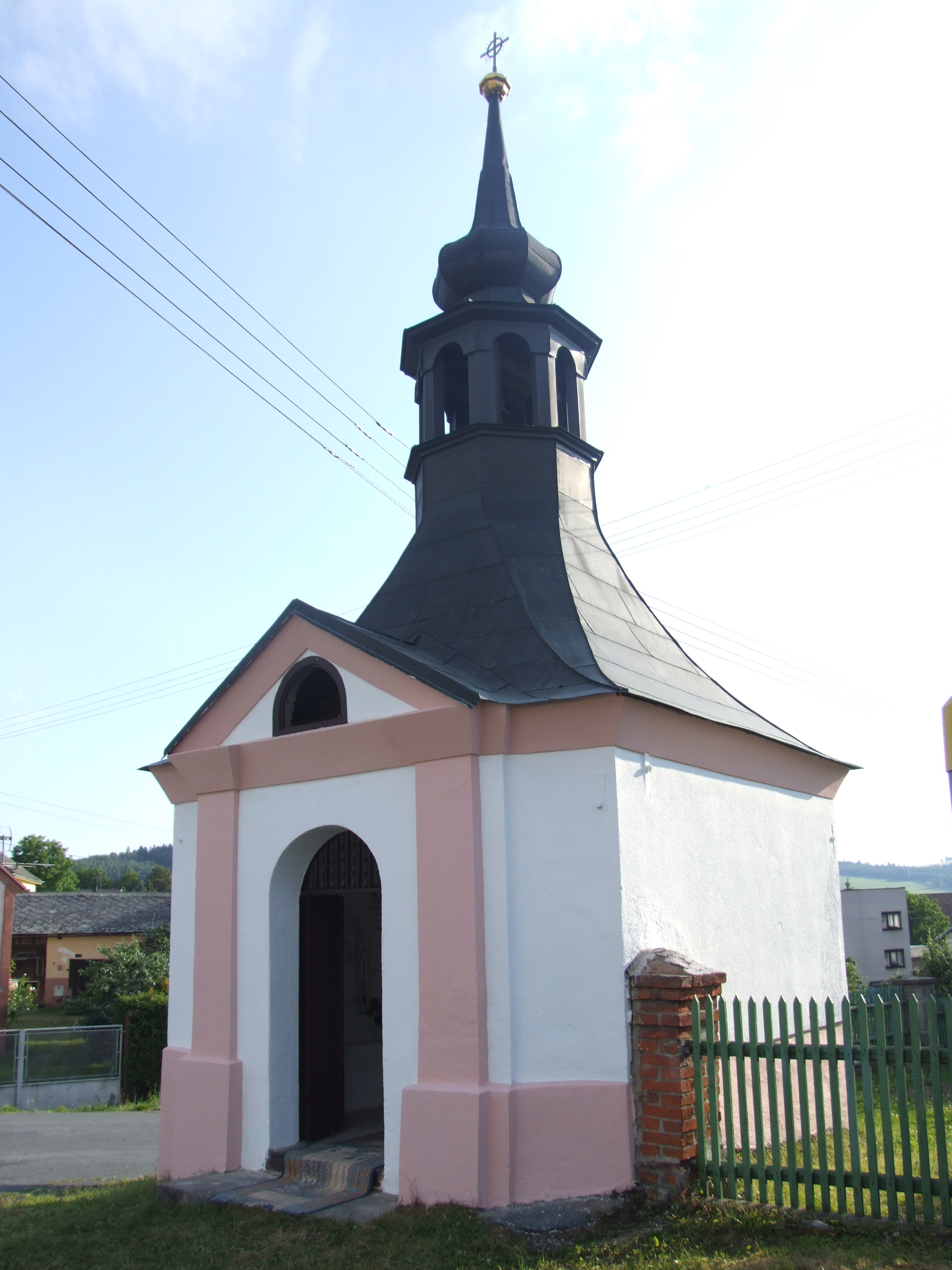
Kapelle St. Johannes des Täufers

- Kapelle Johannes des Täufers aus dem 19. Jahrhundert, bis zum Umbau im Jahre 1921 war sie dem Hl. Johann Nepomuk geweiht.[5]
- Bei Brůdek (Viertl) steht im Wald die Kirche der hl. Anna auf dem Tannaberg. Sie war im 18. Jahrhundert von Marco Gilmetti erbaut und hat einen untypischen ovalen Grundriss. Bei der Kirche war früher das Pfarramt und die Schule. Heute gehören zur Kirche keine Dörfer mehr und das einzige Pfarrkind ist der Dekan aus Kdyně. Zum Festfeier am 26. 7. kommen Pilger aus Tschechien und Deutschland.